# ロマン・ゴロフチェンコ
ロマン・アレクサンドロヴィッチ・ゴロフチェンコ（ベラルーシ語: Раман Аляксандравіч Галоўчэнка、ロシア語: Рома́н Алекса́ндрович Голо́вченко、ラテン文字表記の例：Roman Alexandrovich Golovchenko、1973年8月10日 - ）は、ベラルーシ共和国の政治家、経済学者。2020年から2025年まで同国首相を務めた。それ以前には駐アラブ首長国連邦特命全権大使を務めていた。

## 経歴
1973年にミンスク州ジョジナで一人息子として誕生。父のアレクサンドル・ニコラエヴィッチはミンスク・トラクター・ワークスのエンジニアとして勤務していた。1983年には両親と共にミンスクへ引っ越し、1996年にはモスクワ国際関係大学研究所を卒業し、2003年にはベラルーシ行政アカデミーで経済学の学位を取得する。
1997年に政界入りを果たし、ベラルーシ検察総局副局長やベラルーシ安全保障理事会主席顧問、国事軍事委員会委員長などを歴任。2013年には駐アラブ首長国連邦特命全権大使に任命され、カタールやサウジアラビアの大使としても国を代表した。2020年6月4日、同年の大統領選挙を控える中、首相に就任した。2025年3月10日にアリャクサンドル・トゥルチンが後任の首相に任命されたことで、ゴロフチェンコは首相を退任した。
2022年6月にはカナダのブラックリストに登録されている。

## 私生活
最初の妻との間に息子、現在の妻との間に2人の娘を儲けた。息子のゲオルギーはバウマン記念モスクワ国立工科大学に通っている。ゴロフチェンコは母国語のベラルーシ語とロシア語に加え、英語、アラビア語、ドイツ語、ポーランド語が堪能。